# Pristimera tetramera
Pristimera tetramera är en benvedsväxtart som först beskrevs av Henri Perrier de la Bâthie, och fick sitt nu gällande namn av N. Hallé. Pristimera tetramera ingår i släktet Pristimera och familjen Celastraceae. Inga underarter finns listade.